# Seznam hlav států v roce 2020
V seznamu hlav států v roce 2020 jsou uvedeni nejvyšší představitelé všech nezávislých států, kteří vládli v roce 2020. Seznam je seřazen abecedně podle světadílů. Jsou zde uvedeny nejvyšší hlavy států (prezidenti, králové, atd.) a předsedové vlád (pokud taková funkce existuje), případně i další významné státní funkce (typicky generální guvernér zastupující britskou královnu nebo faktické hlavy států, pokud se liší od nominálních hlav).
V seznamu je uvedeno i několik území se sporným mezinárodním postavením, která jsou de facto nezávislá, de iure jsou ale součástí některého jiného státu.

## Afrika
| Název státu                  | Státní vlajka | Hlava státu | Předseda vlády |
| ---------------------------- | ------------- | --- | --- |
| Alžírsko                     |               | prezident Abdal Madžíd Tabbúni | Abdal Azíz Džarád |
| Angola                       |               | prezident João Lourenço | João Lourenço |
| Benin                        |               | prezident Patrice Talon | Patrice Talon |
| Botswana                     |               | prezident Mokgweetsi Masisi | Mokgweetsi Masisi |
| Burkina Faso                 |               | prezident Roch Marc Christian Kaboré | Christophe Joseph Marie Dabiré                                                                                                  |
| Burundi                      |               | prezident Pierre Nkurunziza (do 8. června, zemřel) dočasný prezident Pascal Nyabenda (9. června – 18. června) prezident Évariste Ndayishimiye (od 18. června)                                                             | Pierre Nkurunziza (do 8. června, zemřel) dočasný Pascal Nyabenda (9. června – 18. června) Évariste Ndayishimiye (od 18. června) |
| Čad                          |               | prezident Idriss Déby | Idriss Déby |
| DR Kongo                     |               | prezident Félix Tshisekedi | Sylvestre Ilunga |
| Džibutsko                    |               | prezident Ismaïl Omar Guelleh | Abdoulkader Kamil Mohamed |
| Egypt                        |               | prezident Abd al-Fattáh as-Sísí | Mustafa Madbúlí |
| Eritrea                      |               | prezident Isaias Afwerki | Isaias Afwerki |
| Etiopie                      |               | prezidentka Sahle-Work Zewdeová | Abiy Ahmed |
| Gabon                        |               | prezident Ali Bongo Ondimba | Julien Nkoghe Bekale |
| Gambie                       |               | prezident Adama Barrow | Adama Barrow |
| Ghana                        |               | prezident Nana Akufo-Addo | Nana Akufo-Addo |
| Guinea                       |               | prezident Alpha Condé | Ibrahima Kassory Fofana |
| Guinea-Bissau                |               | prezident José Mário Vaz (do 27. února) prezident Umaro Sissoco Embaló (od 27. února) | Faustino Imbali (do 29. února) Nuno Gomes Nabiam (od 29. února)                                                                 |
| Jihoafrická republika        |               | prezident Cyril Ramaphosa | Cyril Ramaphosa |
| Jižní Súdán                  |               | prezident Salva Kiir Mayardit | Salva Kiir Mayardit |
| Kamerun                      |               | prezident Paul Biya | Joseph Ngute |
| Kapverdy                     |               | prezident Jorge Carlos Fonseca | Ulisses Correia e Silva |
| Keňa                         |               | prezident Uhuru Kenyatta | Uhuru Kenyatta |
| Komory                       |               | prezident Azali Assoumani | Azali Assoumani |
| Lesotho                      |               | král Letsie III. | Tom Thabane |
| Libérie                      |               | prezident George Weah | George Weah |
| Libye                        |               | předseda poslanecké sněmovny Akila Sálih Ísá předseda Prezidentské rady Fáiz Sarrádž | Abdalláh Sání Fáiz Sarrádž (předseda vlády národní jednoty) Omar al-Hassi (předseda vlády Vrchní revoluční rady)                |
| Madagaskar                   |               | prezident Andry Rajoelina | Christian Ntsay |
| Malawi                       |               | prezident Peter Mutharika (do 28. června) prezident Lazarus Chakwera (od. 28. června) | Peter Mutharika (do 28. června) Lazarus Chakwera (od. 28. června)                                                               |
| Mali                         |               | prezident Ibrahim Boubacar Keïta (do 18. srpna, sesazen) národní výbor pro lid (od 18. – 19. srpna) předseda národního výboru pro lid Assimi Goita (od 19. srpna – 25. září) prozatímní prezident Ba N'Daou (od 25. září) | Boubou Cisse (do 18. srpna, sesazen, funkce neobsazena)                                                                         |
| Maroko                       |               | král Mohamed VI. | Saadaddín Usmání |
| Mauricius                    |               | prezident Prithvirajsing Roopun | Pravind Jugnauth |
| Mauritánie                   |               | prezident Muhammad uld Ghazuání | Mohamed Salem Ould Béchir (do 6. srpna) Mohamed Ould Bilal (od 6. srpna)                                                        |
| Mosambik                     |               | prezident Filipe Nyusi | Carlos Agostinho do Rosário |
| Namibie                      |               | prezident Hage Geingob | Saara Kuugongelwa-Amadhila |
| Niger                        |               | prezident Mahamadou Issoufou | Brigi Rafini |
| Nigérie                      |               | prezident Muhammadu Buhari | Muhammadu Buhari |
| Pobřeží slonoviny            |               | prezident Alassane Ouattara | Amadou Gon Coulibaly |
| Republika Kongo              |               | prezident Denis Sassou-Nguesso | Clément Mouamba |
| Rovníková Guinea             |               | prezident Teodoro Obiang Nguema Mbasogo | Francisco Pascual Obama Asue |
| Rwanda                       |               | prezident Paul Kagame | Edouard Ngirente |
| Senegal                      |               | prezident Macky Sall | Macky Sall |
| Seychely                     |               | prezident Danny Faure (do 26. října) prezident Wavel Ramkalawan (od 26. října) | Danny Faure (do 26. října) Wavel Ramkalawan (od 26. října)                                                                      |
| Sierra Leone                 |               | prezident Julius Maada Bio | David Francis |
| Somálsko                     |               | prezident Mohamed Abdullahi Mohamed | Hassan Ali Khaire (do 25. července) Mahdi Mohamed Guled (od 25. července – 27. září, dočasný) Mohamed Hussein Roble (od 27. 9.) |
| Středoafrická republika      |               | prezident Faustin-Archange Touadéra | Firmin Ngrebada |
| Súdán                        |               | předseda Vysoké rady ozbrojených sil Abdal Fattáh Abdalrahmán Burhán | Abdalláh Hamduk |
| Svatý Tomáš a Princův ostrov |               | prezident Evaristo Carvalho | Jorge Bom Jesus |
| Svazijsko                    |               | král Mswati III. | Ambrose Mandvulo Dlamini (do 13. prosince, zemřel) Themba Masuku (od 13. prosince)                                              |
| Tanzanie                     |               | prezident John Magufuli | Kassim Majaliwa |
| Togo                         |               | prezident Faure Gnassingbé | Komi Selom Klassou (do 28. září) Victoire Tomegah Dogbé (od 28. září)                                                           |
| Tunisko                      |               | prezident Kaís Saíd | Júsuf Šáhid |
| Uganda                       |               | prezident Yoweri Museveni | Ruhakana Rugunda |
| Zambie                       |               | prezident Edgar Lungu | Edgar Lungu |
| Zimbabwe                     |               | prezident Emmerson Mnangagwa | Emmerson Mnangagwa |

## Asie
| Název státu             | Státní vlajka | Hlava státu | Předseda vlády |
| ----------------------- | ------------- | --- | --- |
| Afghánistán             |               | prezident Ašraf Ghaní | Abdulláh Abdulláh (tzv. výkonný premiér) |
| Arménie                 |               | prezident Armen Sarkisjan | Nikol Pašinjan |
| Ázerbájdžán             |               | prezident Ilham Alijev | Ali Asadov |
| Bahrajn                 |               | král Hamad bin Ísá Ál Chalífa | Chalífa ibn Salmán Al Chalífa (do 11. prosinec) Salmán ibn Hamad Al Chalífa (od 11. prosinec) |
| Bangladéš               |               | prezident Abdul Hamid | Šajch Hasína Vadžídová |
| Bhútán                  |               | král Džigme Khesar Namgjel Wangčhug | Lotay Tshering |
| Brunej                  |               | sultán Hassanal Bolkiah | Hassanal Bolkiah |
| Čína                    |               | prezident Si Ťin-pching | Li Kche-čchiang |
| Filipíny                |               | prezident Rodrigo Duterte | Rodrigo Duterte |
| Gruzie                  |               | prezidentka Salome Zurabišviliová | Giorgi Gacharija |
| Indie                   |               | prezident Rám Náth Kóvind | Naréndra Módí |
| Indonésie               |               | prezident Joko Widodo | Joko Widodo |
| Irák                    |               | prezident Barham Sálih | Ádil Abdal Mahdí (do 7. května) Mustafa Kázimí (od 7. května) |
| Írán                    |               | duchovní vůdce (faktická hlava státu) Sajjid Alí Chameneí | prezident (nominální hlava státu) Hasan Rúhání |
| Izrael                  |               | prezident Re'uven Rivlin | Benjamin Netanjahu |
| Japonsko                |               | císař Naruhito | Šinzó Abe (do 16. září) Jošihide Suga (od 16. září) |
| Jemen                   |               | prezident Abd Rabú Mansúr Hádí dočasný předseda Nejvyšší politické rady Mahdi al-Mashat                                                                         | Main Abd al-Malik Said Abdul Aziz Bin Habtour (předseda vlády Nejvyšší politické rady) |
| Jižní Korea             |               | prezident Mun Če-in | I Nak-jon |
| Jordánsko               |               | král Abdalláh II. | Umar Razzáz (do 12. října) Bišer Al-Khasawneh (od 12. října) |
| Kambodža                |               | král Norodom Sihamoni | Hun Sen |
| Katar                   |               | emír Tamím bin Hamad Ál Thání | Abdalláh bin Násir Chalífa Sání (do 28. ledna) Sheikh Khalid ibn Khalifa ibn Abdul Aziz Al Thani (od 28. ledna) |
| Kazachstán              |               | prezident Kasym-Žomart Kemeluly Tokajev | Askar Mamin |
| Kuvajt                  |               | emír Sabah al-Ahmad as-Sabah (do 29. září, zemřel) emír Nawwáf al-Ahmad al-Džábir as-Sabáh (od 30. září)                                                        | Sabah al-Chálid as-Sabah |
| Kyrgyzstán              |               | prezident Sooronbaj Žeenbekov (do 16. října) dočasný prezident Sadyr Žaparov (od 16. října – 14. listopadu) dočasný prezident Talant Mamytov (od 14. listopadu) | Muhammetkalij Abulgazijev (do 16. června) Kubatbek Boronov (od 16. června – 9. října, dočasný) Almazbek Baatyrbekov (9. října, – 14. října, dočasný) Sadyr Žaparov (od 14. října) Artem Novikov (od 14. listopadu, zastupující) |
| Laos                    |               | prezident Bunnhang Voračith | Thongloun Sisoulith |
| Libanon                 |               | prezident Michel Aoun | Saad Harírí (do 21. ledna) Hasan Dijáb (21. ledna – 22. října) Saad Harírí (od 22. října, designovaný) |
| Malajsie                |               | sultán Abdullah | Mahathir Mohamad (do 1. března) Tan Sri Muhyiddin Yassin (od 1. března) |
| Maledivy                |               | prezident Ibráhím Muhammad Sulih | Ibráhím Muhammad Sulih |
| Mongolsko               |               | prezident Chaltmágín Battulga | Uchnaagijn Chürelsüch |
| Myanmar                 |               | prezident Win Myin | Aun Schan Su Ťij (státní poradkyně) |
| Nepál                   |               | prezidentka Bidhjá Déví Bhandáríová | Khadga Prasád Oli |
| Omán                    |               | sultán Kábús bin Saíd (do 10. 1., zemřel) sultán Hajtham bin Tárik (od 10. 1.)                                                                                  | Kábús bin Saíd (do 10. ledna, zemřel) Hajtham bin Tárik (od 10. ledna) |
| Pákistán                |               | prezident Árif Alví | Imran Chán |
| Saúdská Arábie          |               | král Salmán bin Abd al-Azíz | Salmán bin Abd al-Azíz |
| Severní Korea           |               | nejvyšší vůdce Kim Čong-un | Kim Če-rjong (do 13. srpna) Kim Tok Hun (od 13. srpna) |
| Singapur                |               | prezidentka Halimah Yacobová | Lee Hsien Loong |
| Spojené arabské emiráty |               | prezident Chalífa bin Zájid Ál Nahján | Muhammad bin Rášid Ál Maktúm |
| Srí Lanka               |               | prezident Gotabaja Radžapaksa | Mahinda Radžapaksa |
| Sýrie                   |               | prezident Bašár al-Asad | Imád Chamís (do 11. června) Husajn Arnús (od 11. června) |
| Tádžikistán             |               | prezident Emomalii Rachmon | Kokhir Rasulzoda |
| Thajsko                 |               | král Ráma X. | Prajutch Čan-Oča (vojenský premiér) |
| Turecko                 |               | prezident Recep Tayyip Erdoğan | Recep Tayyip Erdoğan |
| Turkmenistán            |               | prezident Gurbanguly Berdimuhamedow | Gurbanguly Berdimuhamedow |
| Uzbekistán              |               | prezident Shavkat Mirziyoyev | Abdulla Aripov |
| Vietnam                 |               | prezident Nguyễn Phú Trọng | Nguyễn Xuân Phúc |
| Východní Timor          |               | prezident Francisco Guterres | Taur Matan Ruak |

## Evropa
| Název státu         | Státní vlajka | Hlava státu | Předseda vlády |
| ------------------- | ------------- | --- | --- |
| Albánie             |               | prezident Ilir Meta | Edi Rama |
| Andorra             |               | Emmanuel Macron (zastupován Patrickem Strzodou) a spolukníže biskup Joan Enric Vives Sicília (zastupován Josepem Mariou Maurim)                                                                                  | Xavier Espot Zamora |
| Belgie              |               | král Filip | Sophie Wilmèsová (do 1. října) Alexander De Croo (od 1. října)                                                                                              |
| Bělorusko           |               | prezident Alexandr Lukašenko | Syarhey Rumas (do 4. června) Roman Golovčenko (od 4. června)                                                                                                |
| Bosna a Hercegovina |               | předsednictvo: Milorad Dodik (Srb), Željko Komšić (Chorvat), Šefik Džaferović (Bosňák) | Zoran Tegeltija |
| Bulharsko           |               | prezident Rumen Radev | Bojko Borisov |
| Černá Hora          |               | prezident Milo Đukanović | Duško Marković |
| Česko               |               | prezident Miloš Zeman | Andrej Babiš |
| Dánsko              |               | královna Markéta II. | Mette Frederiksenová |
| Estonsko            |               | prezidentka Kersti Kaljulaidová | Jüri Ratas |
| Finsko              |               | prezident Sauli Niinistö | Sanna Marinová |
| Francie             |               | prezident Emmanuel Macron | Édouard Philippe (do 3. června) Jean Castex (od 3. června)                                                                                                  |
| Chorvatsko          |               | prezidentka Kolinda Grabarová Kitarovičová (do 18. února) prezident Zoran Milanović (od 18. února) | Andrej Plenković |
| Irsko               |               | prezident Michael D. Higgins | Leo Varadkar |
| Island              |               | prezident Guðni Thorlacius Jóhannesson | Katrín Jakobsdóttir |
| Itálie              |               | prezident Sergio Mattarella | Giuseppe Conte |
| Kypr                |               | prezident Nikos Anastasiadis | Nikos Anastasiadis |
| Lichtenštejnsko     |               | kníže Hans Adam II. a regent Alois z Lichtenštejna | Adrian Hasler |
| Litva               |               | prezident Gitanas Nausėda | Saulius Skvernelis (do 11. prosince) Ingrida Šimonytėová (od 11. prosince)                                                                                  |
| Lotyšsko            |               | prezident Egils Levits | Arturs Krišjānis Kariņš |
| Lucembursko         |               | velkovévoda Jindřich I. | Xavier Bettel |
| Maďarsko            |               | prezident János Áder | Viktor Orbán |
| Severní Makedonie   |               | prezident Stevo Pendarovski | Zoran Zaev (do 3. ledna) Oliver Spasovski (od 3. ledna) |
| Malta               |               | prezident George Vella | Joseph Muscat (do 13. ledna) Robert Abela (od 13. ledna) |
| Moldavsko           |               | prezident Igor Dodon (do 24. prosince) prezidentka Maia Sanduová (od 24. prosince) | Ion Chicu (do 31. prosince) |
| Monako              |               | kníže Albert II. | Serge Telle (do 1. září) Pierre Dartout (od 1. září) |
| Německo             |               | spolkový prezident Frank-Walter Steinmeier | spolková kancléřka Angela Merkelová |
| Nizozemsko          |               | král Vilém-Alexandr | Mark Rutte |
| Norsko              |               | král Harald V. | Erna Solbergová |
| Polsko              |               | prezident Andrzej Duda | Mateusz Morawiecki |
| Portugalsko         |               | prezident Marcelo Rebelo de Sousa | António Costa |
| Rakousko            |               | spolkový prezident Alexander Van der Bellen | spolková kancléřka Brigitte Bierleinová (do 7. ledna) Sebastian Kurz (od 7. ledna)                                                                          |
| Rumunsko            |               | prezident Klaus Iohannis | Ludovic Orban (do 7. prosince) Nicolae Ciucă (7. prosince – 23. prosince, dočasný) Florin Cîțu (od 23. prosince)                                            |
| Rusko               |               | prezident Vladimir Putin | Dmitrij Medveděv (do 16. ledna) Michail Mišustin (od 16. ledna)                                                                                             |
| Řecko               |               | prezident Prokopis Pavlopulos (do 13. března) prezidentka Katerina Sakellaropulosová (od 13. března) | Kyriakos Mitsotakis |
| San Marino          |               | kapitáni-regenti Luca Boschi a Mariella Mularoni (do 1. dubna) kapitání-regenti Alessandro Mancini a Grazia Zafferani (1. dubna – 1. října) kapitání - regenti Alessandro Cardelli a Mirko Dolcini (od 1. října) | Luca Boschi a Mariella Mularoni (do 1. dubna) Alessandro Mancini a Grazia Zafferani (1. dubna – 1. října) Alessandro Cardelli a Mirko Dolcini (od 1. října) |
| Slovensko           |               | prezidentka Zuzana Čaputová | Peter Pellegrini (do 21. března) Igor Matovič (od 21. března)                                                                                               |
| Slovinsko           |               | prezident Borut Pahor | Marjan Šarec (do 3. března) Janez Janša (od 3. března) |
| Spojené království  |               | královna Alžběta II. | Boris Johnson |
| Srbsko              |               | prezident Aleksandar Vučić | Ana Brnabićová |
| Španělsko           |               | král Filip VI. Španělský | Pedro Sánchez |
| Švédsko             |               | král Karel XVI. Gustav | Stefan Löfven |
| Švýcarsko           |               | prezidentka Simonetta Sommarugaová | Simonetta Sommarugaová |
| Ukrajina            |               | prezident Volodymyr Zelenskyj | Oleksij Hončaruk (do 4. března) Denys Šmyhal (od 4. března)                                                                                                 |
| Vatikán             |               | papež František | státní sekretář Pietro Parolin předseda governorátu Giuseppe Bertello                                                                                       |

## Severní a Střední Amerika
| Název státu               | Státní vlajka | Hlava státu                                                                          | Předseda vlády                                                   |
| ------------------------- | ------------- | ------------------------------------------------------------------------------------ | ---------------------------------------------------------------- |
| Antigua a Barbuda         |               | královna Alžběta II. – generální guvernér Rodney Williams                            | Gaston Browne                                                    |
| Bahamy                    |               | královna Alžběta II. – generální guvernér Sir Cornelius Smith                        | Hubert Minnis                                                    |
| Barbados                  |               | královna Alžběta II. – generální guvernérka Sandra Masonová                          | Mia Mottleyová                                                   |
| Belize                    |               | královna Alžběta II. – generální guvernér Sir Colville Young                         | Dean Barrow (do 12. listopadu) Johnny Briceño (od 12. listopadu) |
| Dominika                  |               | prezident Charles Savarin                                                            | Roosevelt Skerrit                                                |
| Dominikánská republika    |               | prezident Danilo Medina (do 16. srpna) prezident Luis Abinader (od 16. srpna)        | Danilo Medina (do 16. srpna) Luis Abinader (od 16. srpna)        |
| Grenada                   |               | královna Alžběta II. – generální guvernérka Dame Cécile La Grenade                   | Keith Mitchell                                                   |
| Guatemala                 |               | prezident Jimmy Morales (do 14. ledna) prezident Alejandro Giammattei (od 14. ledna) | Jimmy Morales (do 14. ledna) Alejandro Giammattei (od 14. ledna) |
| Haiti                     |               | prezident Jovenel Moïse                                                              | Fritz-William Michel (4. března) Joseph Joute (od 4. března)     |
| Honduras                  |               | prezident Juan Orlando Hernández                                                     | Juan Orlando Hernández                                           |
| Jamajka                   |               | královna Alžběta II. – generální guvernér Sir Patrick Allen                          | Andrew Holness                                                   |
| Kanada                    |               | královna Alžběta II. – generální guvernérka Julie Payetteová                         | Justin Trudeau                                                   |
| Kostarika                 |               | pprezident Carlos Alvarado Quesada                                                   | Carlos Alvarado Quesada                                          |
| Kuba                      |               | prezident Miguel Díaz-Canel                                                          | Manuel Marrero                                                   |
| Mexiko                    |               | prezident Andrés Manuel López Obrador                                                | Andrés Manuel López Obrador                                      |
| Nikaragua                 |               | prezident Daniel Ortega                                                              | Daniel Ortega                                                    |
| Panama                    |               | prezident Laurentino Cortizo                                                         | Laurentino Cortizo                                               |
| Salvador                  |               | prezident Nayib Bukele                                                               | Nayib Bukele                                                     |
| Spojené státy americké    |               | prezident Donald Trump                                                               | Donald Trump                                                     |
| Svatá Lucie               |               | královna Alžběta II. – generální guvernér Sir Neville Cenac                          | Allen Chastanet                                                  |
| Svatý Kryštof a Nevis     |               | královna Alžběta II. – generální guvernér Sir Samuel Weymouth Tapley Seaton          | Timothy Harris                                                   |
| Svatý Vincenc a Grenadiny |               | královna Alžběta II. – generální guvernérka Susan Dougan                             | Ralph Gonsalves                                                  |
| Trinidad a Tobago         |               | prezidentka Paula-Mae Weekesová                                                      | Keith Rowley                                                     |

## Jižní Amerika
| Název státu | Státní vlajka | Hlava státu                                                                                 | Předseda vlády                                                       |
| ----------- | ------------- | ------------------------------------------------------------------------------------------- | -------------------------------------------------------------------- |
| Argentina   |               | prezident Alberto Fernández                                                                 | Alberto Fernández                                                    |
| Bolívie     |               | dočasná prezidentka Jeanine Áñezová (do 8. listopadu) prezident Luis Arce (od 8. listopadu) | Jeanine Áñezová (do 8. listopadu) Luis Arce (od 8. listopadu)        |
| Brazílie    |               | prezident Jair Bolsonaro                                                                    | Jair Bolsonaro                                                       |
| Ekvádor     |               | prezident Lenín Moreno                                                                      | Lenín Moreno                                                         |
| Guyana      |               | prezident David Granger (do 2. srpna) prezident Irfaan Ali (od 2. srpna)                    | Moses Nagamootoo (do 2. srpna) Mark Phillips (od 2. srpna)           |
| Chile       |               | prezident Sebastián Piñera                                                                  | Sebastián Piñera                                                     |
| Kolumbie    |               | prezident Iván Duque                                                                        | Iván Duque                                                           |
| Paraguay    |               | prezident Mario Abdo Benítez                                                                | Mario Abdo Benítez                                                   |
| Peru        |               | president Martín Vizcarra                                                                   | Vicente Zeballos (do 15. července) Pedro Cateriano (od 15. července) |
| Surinam     |               | prezident Dési Bouterse (do 16. července) prezident Chan Santokhi (od 16. července)         | Dési Bouterse (do 16. července) Chan Santokhi (od 16. července)      |
| Uruguay     |               | prezident Tabaré Vázquez (do 1. března) prezident Luis Alberto Lacalle Pou (od 1. března)   | Tabaré Vázquez Luis Alberto Lacalle Pou (od 1. března)               |
| Venezuela   |               | prezident Nicolás Maduro dočasný prezident Juan Guaidó                                      | Nicolás Maduro Juan Guaidó                                           |

## Oceánie
| Název státu                  | Státní vlajka | Hlava státu                                                                    | Předseda vlády                                            |
| ---------------------------- | ------------- | ------------------------------------------------------------------------------ | --------------------------------------------------------- |
| Austrálie                    |               | královna Alžběta II. – generální guvernér David Hurley                         | Scott Morrison                                            |
| Federativní státy Mikronésie |               | prezident David Panuelo                                                        | David Panuelo                                             |
| Fidži                        |               | prezident Jioji Konrote                                                        | Frank Bainimarama                                         |
| Kiribati                     |               | prezident Taneti Maamau                                                        | Taneti Maamau                                             |
| Marshallovy ostrovy          |               | prezidentka Hilda Heineová (do 13. ledna) prezident David Kabua (od 13. ledna) | Hilda Heineová (do 13. ledna) David Kabua (od 13. ledna)  |
| Nauru                        |               | prezident Lionel Aingimea                                                      | Lionel Aingimea                                           |
| Nový Zéland                  |               | královna Alžběta II. – generální guvernérka Dame Patsy Reddyová                | Jacinda Ardernová                                         |
| Palau                        |               | prezident Tommy Remengesau                                                     | Tommy Remengesau                                          |
| Papua Nová Guinea            |               | královna Alžběta II. – generální guvernér Bob Dadae                            | James Marape                                              |
| Samoa                        |               | náčelník Va'aletoa Sualauvi II.                                                | Tuilaepa Aiono Sailele Malielegaoi                        |
| Šalomounovy ostrovy          |               | královna Alžběta II. – generální guvernér David Vunagi                         | Manasseh Sogavare                                         |
| Tonga                        |               | král Tupou VI.                                                                 | Pōhiva Tuʻiʻonetoa                                        |
| Tuvalu                       |               | královna Alžběta II. – generální guvernérka Teniku Talesi Honolulu (úřadující) | Kausea Natano                                             |
| Vanuatu                      |               | prezident Tallis Obed Moses                                                    | Charlot Salwai (do 20. dubna) Bob Loughman (od 20. dubna) |

## Státy se sporným mezinárodním uznáním
| Název státu      | Státní vlajka | Hlava státu | Předseda vlády                                                                                 |
| ---------------- | ------------- | --- | ---------------------------------------------------------------------------------------------- |
| Abcházie         |               | prezident Raul Chadžimba (do 13. ledna, rezignace) dočasný prezident Valerij Bganba (13. ledna – 23. dubna) prezident Aslan Bžanija (od. 23. dubna) | Valerij Bganba (do. 24. dubna) Aleksandr Ankvab (od. 24. dubna)                                |
| Jižní Osetie     |               | prezident Anatolij Bibilov | Domenty Kulumbegov                                                                             |
| Kosovo           |               | prezident Hashim Thaçi (do 5. listopadu, rezignace) dočasná prezidentka Vjosa Osmaniová (od 5. listopadu)                                           | Ramuš Haradinaj (do 3. února) Albin Kurti (3. února – 3 . června) Avdullah Hoti (od 3. června) |
| Náhorní Karabach |               | prezident Bako Sahakyan | Arayik Harutyunyan                                                                             |
| Severní Kypr     |               | prezident Mustafa Akinci(do 23. října) prezident Ersin Tatar (od 23. října)                                                                         | Ersin Tatar (do 23. října) Ersan Saner (od 9. prosince)                                        |
| Palestina        |               | prezident Mahmúd Abbás | Muhammad Ištaja                                                                                |
| Tchaj-wan        |               | prezidentka Cchaj Jing-wen | Su Čen-čchang                                                                                  |
| Západní Sahara   |               | prezident Brahim Ghali | Mohamed Wali Akeik (do 13. ledna) Bouchraya Hammoudi Bayoun (od 13. ledna)                     |